# Azlania
Azlania es un género de coleóptero de la familia Chrysomelidae.

## Especies
Las especies de este género son:
- Azlania apicalis Mohamedsaid, 1996
- Azlania borneensis Mohamedsaid, 1996
- Azlania shehah Mohamedsaid, 1999